# Свет (Северо-Казахстанская область)
Свет (каз. Свет) — упразднённое село в районе Магжана Жумабаева Северо-Казахстанской области Казахстана. Входило в состав Чистовского сельского округа. Исключено из учётных данных решением Северо-Казахстанского облисполкома в 1985 году.